# Twelve Tales of Christmas
Twelve Tales of Christmas — рождественский студийный альбом британского автора-исполнителя Тома Чаплина, вышедший в ноябре 2017 года на лейбле Island Records.
Это второй сольный студийный альбом Чаплина, до этого в 2016 году был выпущен дебютный альбом The Wave, а также четыре студийных альбома, которые он записал в качестве вокалиста Keane.

## Создание альбома
13 октября 2017 года Чаплин объявил, что он записал свой первый сольный рождественский альбом под названием Twelve Tales of Christmas, который выйдет 17 ноября 2017 года. Одновременно вышел первый сингл с альбома под названием «Under Million Lights».
Альбом состоит из 8 оригинальных треков и 4 кавер-версий: «Walking in the Air» (написанная Ховардом Блейком), «2000 miles» (The Pretenders), «River» (Джони Митчелл) и «Stay Another Day» (East 17).
Было также объявлено, что Чаплин даст 3 концерта в поддержку альбома: в Дворцовом театре в Манчестере 10 декабря 2017 года, на Форуме в Бате 11 декабря и в Королевском фестивальном зале в Лондоне 12 декабря.

## Синглы
13 октября 2017 года был выпущен первый сингл с альбома «Under Million Lights» в виде цифровой загрузки c потоковых сервисов. Этот выпуск совпал с объявлением о предстоящем выпуске самого альбома. 10 ноября 2017 года стала доступна песня «2000 Miles». 14 ноября 2017 года «River» стала доступна в потоковых сервисах с предварительным заказом альбома. 15 ноября 2017 года «Midnight Mass» была выпущена в потоковые сервисы и доступна для скачивания.

## Список композиций
| №   | Название                         | Автор(ы)                                  | Длительность |
| --- | -------------------------------- | ----------------------------------------- | ------------ |
| 1.  | «Walking in the Air»             | Ховард Блейк                              | 3:54         |
| 2.  | «Midnight Mass»                  | Том Чаплин Мэтт Хэйлс                     | 3:24         |
| 3.  | «2000 Miles»                     | Крисси Хайнд                              | 3:06         |
| 4.  | «Under a Million Lights»         | Чаплин Хэйлс                              | 3:22         |
| 5.  | «River»                          | Джонт Митчелл Роберта Митчелл             | 5:16         |
| 6.  | «London Lights»                  | Чаплин Том Хобден Фред Абботт             | 3:04         |
| 7.  | «We Remember You This Christmas» | Чаплин Хобден Абботт                      | 3:05         |
| 8.  | «Stay Another Day»               | Энтони Мортимер Роберт Кин Доминик Хоукин | 3:46         |
| 9.  | «For the Lost»                   | Чаплин                                    | 3:20         |
| 10. | «Another Lonely Christmas»       | Чаплин Макс МакЭллиготт                   | 3:38         |
| 11. | «Follow My Heart»                | Чаплин                                    | 4:44         |
| 12. | «Say Goodbye»                    | Чаплин Бруно Мажор                        | 2:42         |

## Позиции в чартах
| Chart (2017)                      | Высшая позиция |
| --------------------------------- | -------------- |
| Шотландия (Scottish Albums Chart) | 28             |
| Великобритания (UK Albums Chart)  | 21             |